# 4丁目 (マンハッタン)
経路図: 

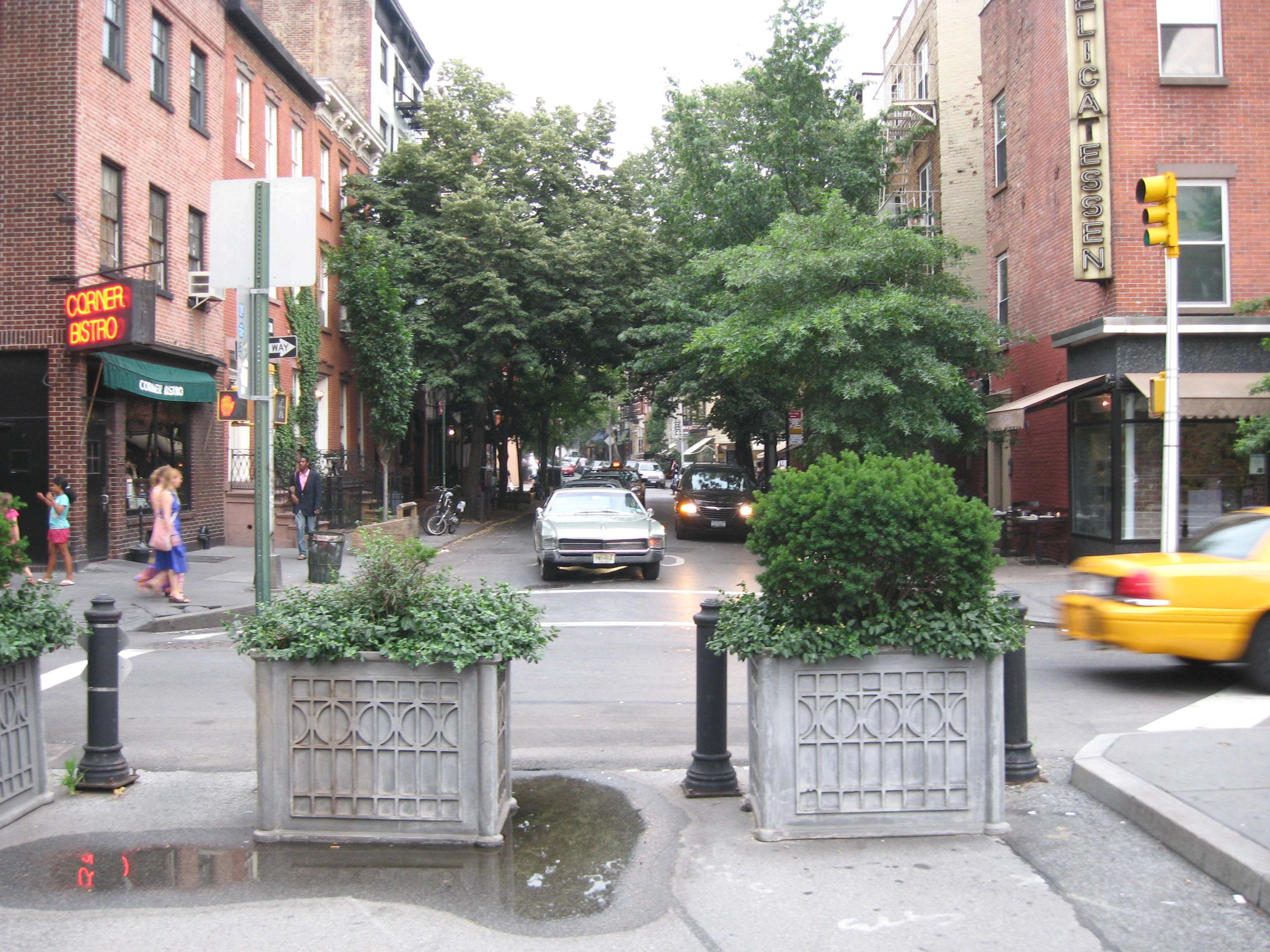
西4丁目

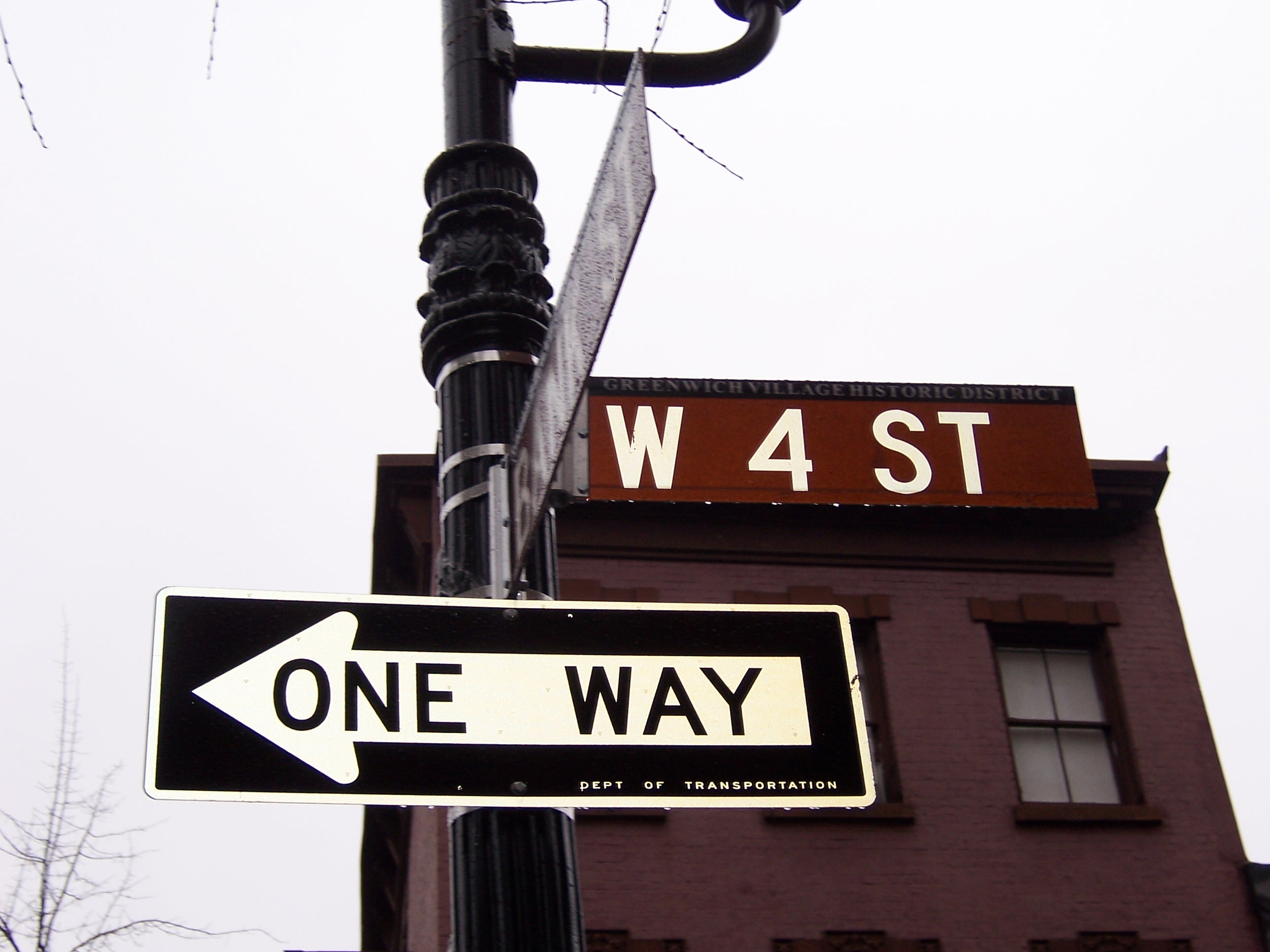
西4丁目とバンク・ストリート

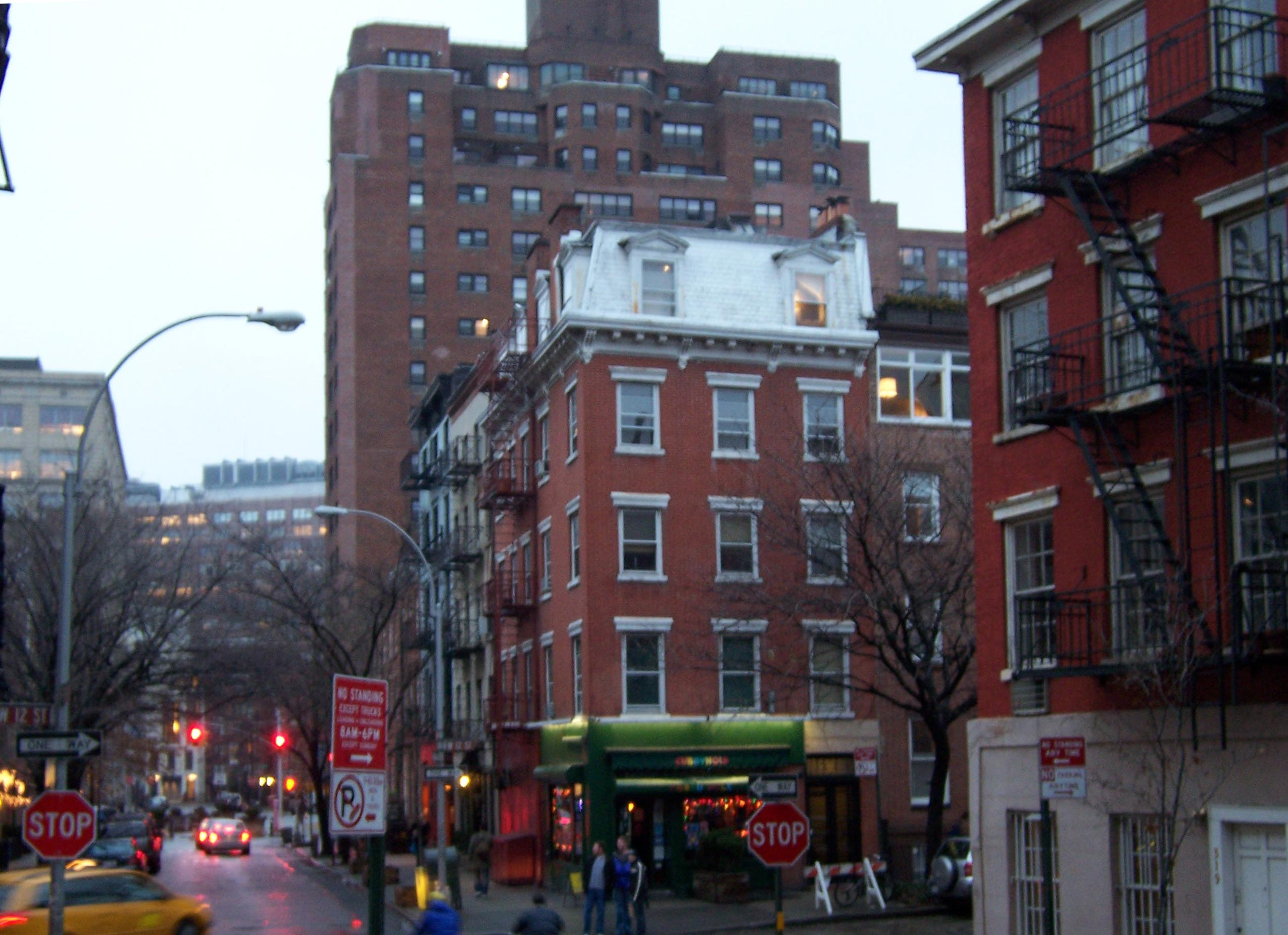
西12丁目と交わる西4丁目（左右方向）

4丁目 (4th Street) は、ニューヨーク市、マンハッタン南部の道路。アベニューDで東4丁目 (East 4th Street) として始まり、西4丁目 (West 4th Street) となるブロードウェイまで続く。西4番街は6番街で北へ曲がり、グリニッジ・ヴィレッジの西10丁目、11丁目、12丁目、13丁目と交差している。通りのほとんどは、ストリートグリッドのもとで、他の通りと同じように、縁石の間の幅が同じ40-foot (12 m)で、2車線の車寄せレーン、1車線の車両用レーンがあり、東行きへの一方通行である。7番街から8番街にかけての区間は、西行き（地理的には北行き）の一方通行となっており、幅はおよそ35 feet (11 m)で、もともとのグリニッジ・ヴィレッジのストリートグリッドの名残である。この西4丁目のおよそ3ブロック分は、ワシントン・スクエア公園の南端となっており、ワシントン・スクエア・サウス (Washington Square South) とも呼ばれる。南北方向の区間は、昔はアサイラム・ストリートと呼ばれていた。

## 建築物
マクドゥガル・ストリートと6番街の間、ワシントン・スクエア公園の南西端の近くに位置する、ワシントン・スクエア・メソジスト派教会（135 西4丁目）は、初期ロマネスク・リヴァイヴァル建築の大理石の建物で、ガマリエル・キングによって設計され、1859年から60年にかけて建設された。ベトナム戦争時にプロテスタントの支援をしたことから、「平和教会」という名が付いているワシントン・スクエア教会は、ブラックパンサー党やゲイ・メンズ・ヘルス・クライシスのような活動グループの地区内の拠点として長らく提供されている。この教会は、2005年、住居ユニットへの転換のために開発者へ売られた。建設中、教会の一部は、ブルックリン、フォート・グリーンにあるカフェ、ウーバン・スプリングの家具や内部構造に使用するため、保存された。
ジャドソン記念教会は、トンプソン・ストリートとワシントン・スクエア・サウスの交差点に位置し、建築家のスタンフォード・ホワイトによって設計され、ステンドグラスはジョン・ラファージュが担当した。
6番街の西4丁目駅 (      系統) は、ニューヨーク市地下鉄のIND区間の主要乗り換え地点の1つである。
通りは、「ザ・カーゴ」として知られるバスケットボールとハンドボールの西4丁目コートがある。ニューヨークの最も優れたバスケットボール選手のうちの幾人かは、ここを練習場としており、全市のストリートボールトーナメントの開催地でもある。

## 歴史的な場所と住民
西4丁目は、古くからヴィレッジの放浪者の生活の中心であった。ヴィレッジで最初の喫茶店、ザ・マッド・ハッターは、150 西4丁目に位置しており、知識人とアーティストのためのミーティングスポットとして利用された。

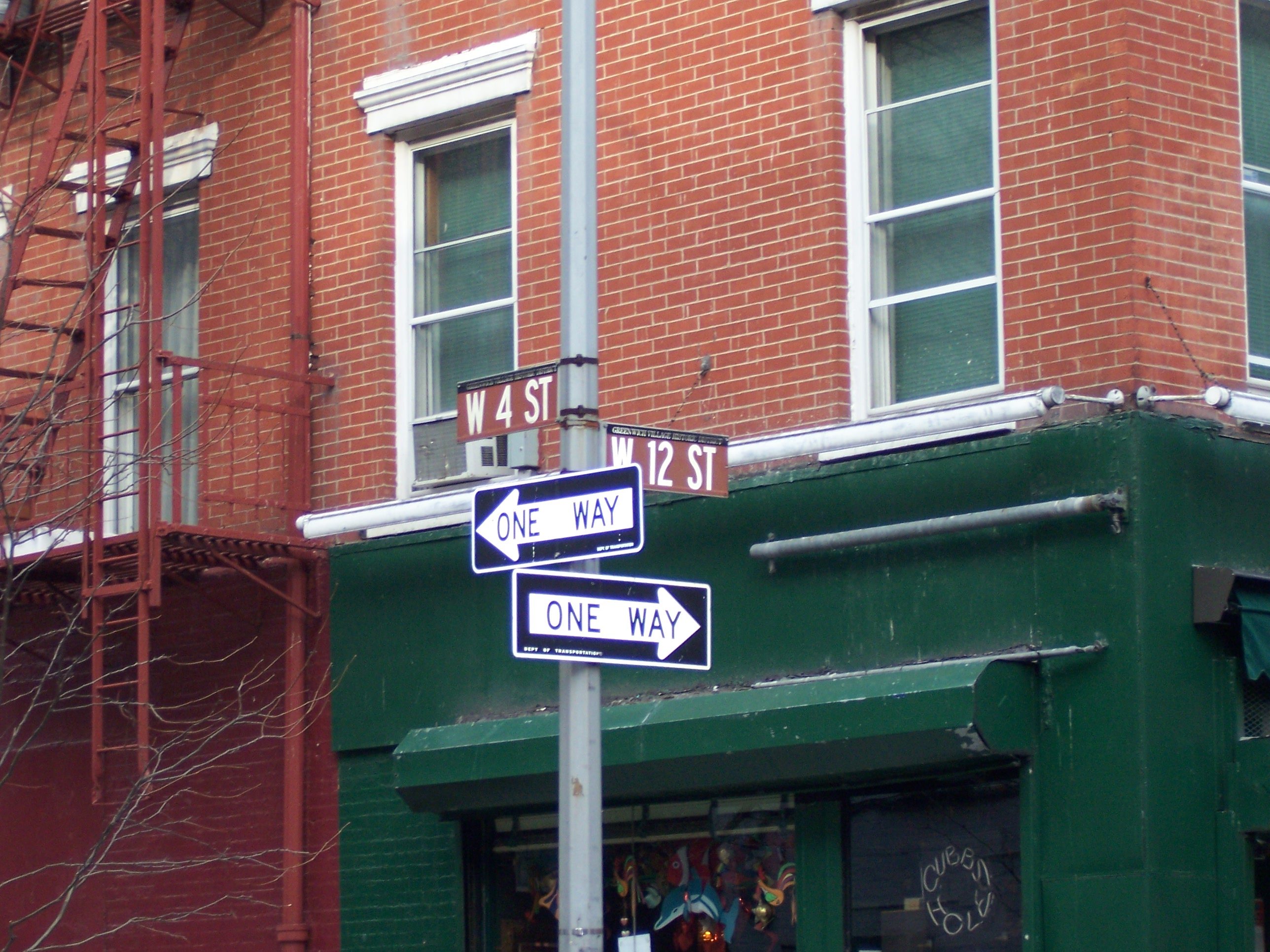
西4丁目と西12丁目の交差点

悪名の高いゴールデン・スワン・バー（ヘル・ホールとして知られる）は、6番街との角にあり、ユージン・オニールがしばしば訪れることで知られ、「ジ・アイスマン・コメス」の演奏のためにセッティングされていた。作家のウィラ・キャザーが最初にニューヨークに居住したのは、60 ワシントン・スクエア・サウス（ラガーディア・プレイスとトンプソン・プレイスの間の4丁目）であり、過激ジャーナリストのジョン・リードやリンカーン・ステファンは、42 ワシントン・スクエア・サウスの近くに住んでいた。リードは後に、スタジオクラブの部屋で、彼の十月革命の体験記となる『世界を揺るがした十日間』（その後、映画『レッズ』となる）の記事を完成させた。
彫刻家で芸術後援者のガートルード・ヴァンダービルト・ホイットニーは、1918年に、若いアーティストが仕事を集めたり、見せたりする場所として、147 西4丁目のブラウンストーンに、ホイットニー・スタジオ・クラブを設立した。この施設は、10年間運営され、後にホイットニー美術館となる。アッシュカン・スクールの画家である、ジョン・スローンやエドワード・ホッパー（1920年にここで初めて展示を行った人物の1人）、社会主義リアリズムのレジナルド・マーシュ、イサベル・ビショップといった画家たちもここでキャリアをスタートさせた。スローンは、240 西4丁目に住み、ゴールデン・スワンを含む通り沿いの場所で絵を描いた。
この通りは、有名なフォーククラブ、ガーズ・フォーク・シティ（11 西4丁目）が後に置かれ、ニューヨークで1961年にデビューしたボブ・ディランやサイモン&ガーファンクルを迎えた。ボブ・ディランは、1962年の初めから1964年の終わりまで、161 西4丁目にある、月$60の小さなスタジオアパートメントに住んでいた。『フリーホイーリン・ボブ・ディラン』のカバーは、西4丁目のジョーンズ・ストリート近くで撮影され、通りは1965年の彼の曲「寂しき4番街」でも歌われている。
音楽会場のボトムラインは、1974年から2004年まで、15 西4丁目に存在した。